# Winfried Patzer
Winfried Patzer (* 22. April 1941; † 9. Mai 2025) war Fußballspieler in der DDR-Oberliga, der höchsten Spielklasse des DDR-Fußballverbandes. Er spielte dort für den SC Motor Karl-Marx-Stadt und den SC Motor / FC Carl Zeiss Jena. Mit Jena wurde er 1968 DDR-Meister.

## Sportliche Laufbahn
Patzers fußballerische Laufbahn begann bei der Betriebssportgemeinschaft (BSG) Aufbau im thüringischen Orlamünde. Im Juniorenalter spielte er für den SC Motor Jena, dem ostthüringischen Fußballzentrum. Mit 19 Jahren wechselte Patzer zur mittelsächsischen Fußballhochburg SC Motor Karl-Marx-Stadt. Dort war er in der Saison 1961/62 mit 38 Einsätzen als Abwehrspieler am Aufstieg in die DDR-Oberliga beteiligt. In seiner ersten Oberligasaison 1962/63 bestritt er als linker Verteidiger alle 26 Punktspiele. In der folgenden Spielzeit besetzte der Neuzugang Albrecht Müller diese Position und Patzer kam lediglich in der Rückrunde zu zwei Oberligaeinsätzen.
Zur Saison 1964/65 kehrte Patzer zum SC Motor Jena zurück, wo er zunächst auch nur in der Reservemannschaft eingesetzt wurde. Erst in den letzten drei Punktspielen der Oberligamannschaft wurde er als linker Verteidiger aufgeboten. Seine beste Jenaer Saison spielte Patzer 1965/66, als er zwischen der 13. und 26. Runde 13 Punktspiele als Mittelfeldakteur bestritt und fünf Tore erzielte. In dieser Spielzeit wechselte die Fußballsektion des Sportclubs zum neu gegründeten FC Carl Zeiss Jena. 1966/67 kam Patzer wieder nur auf sieben torlose Oberligaeinsätze, und der 1. Spieltag der Saison 1967/68 Rot-Weiß Erfurt – FC Carl Zeiss (2:1) am 12. August 1967 war sein letztes Oberligaspiel. Da der FC am Saisonende Meister wurde, hatte Patzer noch einen minimalen Anteil an diesem Erfolg. Bis zum Ende der Spielzeit wurde er noch in 23 Punktspielen der 2. Mannschaft eingesetzt, die in der zweitklassigen DDR-Liga spielte.
In Jena fügte Patzer seinen 28 Karl-Marx-Städter Oberligaspielen weitere 24 Erstligaspiele hinzu. Neben seinen fünf Jenaer Punktspieltoren hatte er noch einen Treffer für den Karl-Marx-Städter Klub erzielt. Im Sommer 1968 beendete er seine Laufbahn als Fußballspieler im Leistungsbereich und arbeitete als Mathematik- und Sportlehrer. Bis September 2010 war Patzer Mitglied im Ehrenrat des FC Carl Zeiss Jena.